# Scott Weinger

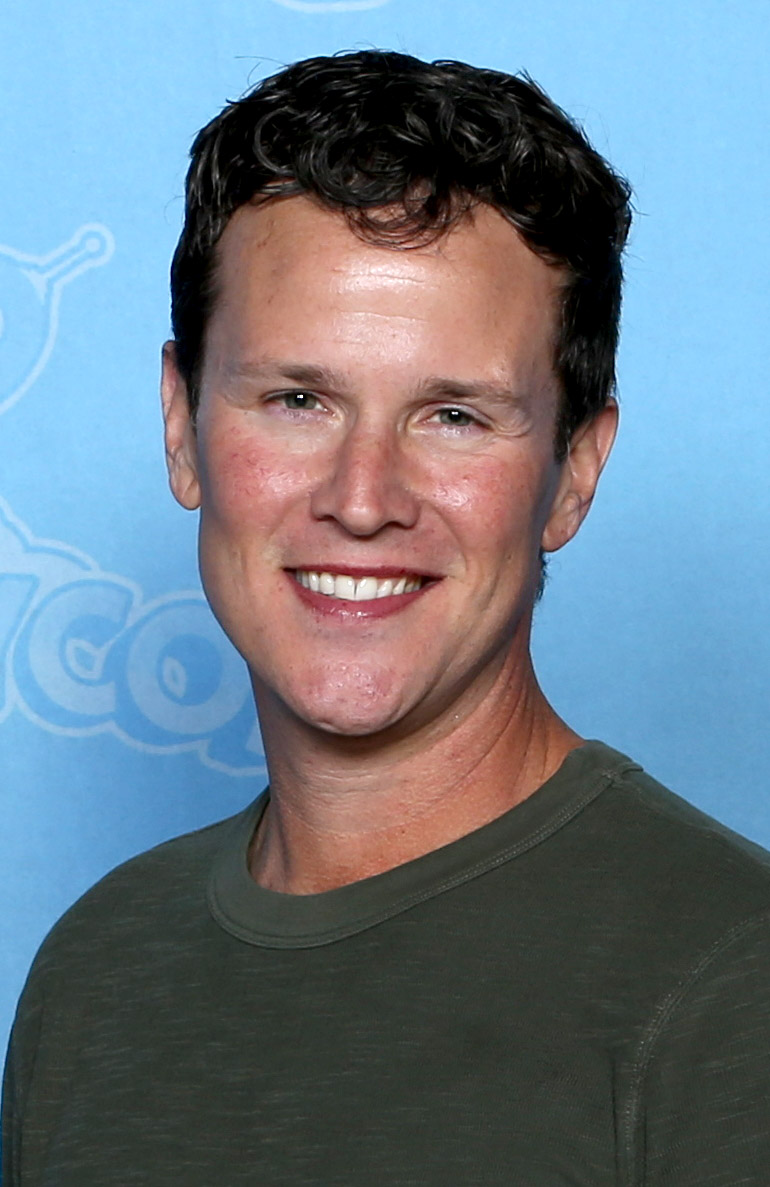
Scott Weinger (2020)

Scott Eric Weinger (* 5. Oktober 1975 in New York City) ist ein US-amerikanischer Schauspieler, Synchronsprecher und Drehbuchautor.

## Leben
Scott Weinger wurde als eines von vier Kindern der Lehrerin Babs Weinger und deren Mann, einem Chirurgen, in New York geboren. Er hat zwei Brüder und eine Schwester.
Weinger spielte in der 6., 7. und zum Schluss der 8. Staffel der US-Sitcom Full House Steven Hale, den Freund von D.J. Tanner (Candace Cameron Bure).
Von 1994 bis 1998 studierte er an der Harvard University englische und französische Literatur.

## Filmografie (Auswahl)

### Als Schauspieler
- 1988: Police Academy 5 – Auftrag Miami Beach (Police Academy 5: Assignment: Miami Beach)
- 1990: Wo brennt’s, Daddy? (The Family Man)
- 1991–1995: Full House
- 1994: Bundles – Ein Hund zum Verlieben (The Shaggy Dog)
- 1998: Hemingway
- 2003: Shredder
- 2003: Roulette (Kurzfilm)
- 2016–2020: Fuller House (Fernsehserie, Nebendarsteller Staffel 1, Hauptbesetzung Staffel 2–5)

Gastauftritte
- 1989–1990: Life Goes On (zwei Episoden)
- 1991: Eerie, Indiana (Episode 1x03)
- 1999: Walker, Texas Ranger (Episode 8x11)
- 2006: Hallo Holly (What I Like About You, vier Episoden)
- 2006: Scrubs – Die Anfänger (Scrubs, Episode 6x03)
- 2013: Mistresses (Episode 1x13)

### Als Synchronsprecher
- 1992: Aladdin (Aladdin), Stimme von Aladdin
- 1994: Dschafars Rückkehr (The Return of Jafar), Stimme von Aladdin
- 1994–1995: Disneys Aladdin (Aladdin), Stimme von Aladdin, 86 Episoden
- 1995: Aladdin und der König der Diebe (Aladdin and the King of Thieves), Stimme von Aladdin
- 2001: Robotic Angel (Metoroporisu)
- 2001–2002: Mickys Clubhaus (House of Mouse), Stimme von Aladdin
- 2001 Verschwörung der Superschurken (Mickey’s House of Villains), Stimme von Aladdin
- 2002: Kingdom Hearts (Kingdom Hearts), Stimme von Aladdin
- 2005: Kingdom Hearts II (Videospiel), Stimme von Aladdin
- 2015: Disney Infinity 3.0 (Videospiel), Stimme von Aladdin

### Als Drehbuchautor
- 2005: Hallo Holly (What I Like About YouI, Fernsehserie, 3 Folgen)
- 2010–2013: 90210 (Fernsehserie, 8 Folgen)
- 2013–2014: The Neighbors (Fernsehserie, 3 Folgen)
- 2015: Black-ish (Fernsehserie, 1 Folge)
- 2015–2016: Galavant (Fernsehserie, 2 Folgen)
- 2018: Plan Coeur – Der Liebesplan (Plan cœur, Fernsehserie, 4 Folgen)